# Trignac
Trignac est une commune de l'Ouest de la France, située dans le département de la Loire-Atlantique, en région Pays de la Loire. La commune est créée en 1914 à partir d'un démembrement partiel de Montoir-de-Bretagne.

## Géographie
Situation

Localisation de Trignac dans le département de la Loire-Atlantique.

Trignac est située entre l'estuaire de la Loire et les marais de la Brière, au nord-est de Saint-Nazaire.

### Communes limitrophes
Les communes limitrophes sont Montoir-de-Bretagne, Saint-Joachim et Saint-Nazaire.
| Saint-Joachim |         | Montoir-de-Bretagne |
|               | Trignac | Montoir-de-Bretagne |
| Saint-Nazaire |         | Montoir-de-Bretagne |

### Climat
Pour des articles plus généraux, voir Climat des Pays de la Loire et Climat de la Loire-Atlantique.
En 2010, le climat de la commune est de type climat méditerranéen altéré, selon une étude du CNRS s'appuyant sur une série de données couvrant la période 1971-2000. En 2020, Météo-France publie une typologie des climats de la France métropolitaine dans laquelle la commune est exposée à un climat océanique et est dans la région climatique  Bretagne orientale et méridionale, Pays nantais, Vendée, caractérisée par une faible pluviométrie en été et une bonne insolation.
Pour la période 1971-2000, la température annuelle moyenne est de 12,2 °C, avec une amplitude thermique annuelle de 12,8 °C. Le cumul annuel moyen de précipitations est de 739 mm, avec 12,7 jours de précipitations en janvier et 5,9 jours en juillet. Pour la période 1991-2020, la température moyenne annuelle observée sur la station météorologique de Météo-France la plus proche, « Saint-Nazaire-Montoir », sur la commune de Montoir-de-Bretagne à 3 km à vol d'oiseau, est de 12,6 °C et le cumul annuel moyen de précipitations est de 792,0 mm,. Pour l'avenir, les paramètres climatiques de la commune estimés pour 2050 selon différents scénarios d'émission de gaz à effet de serre sont consultables sur un site dédié publié par Météo-France en novembre 2022.
| Mois                                  | jan.             | fév.             | mars          | avril           | mai             | juin          | jui.           | août           | sep.           | oct.            | nov.            | déc.             | année      |
| ------------------------------------- | ---------------- | ---------------- | ------------- | --------------- | --------------- | ------------- | -------------- | -------------- | -------------- | --------------- | --------------- | ---------------- | ---------- |
| Température minimale moyenne (°C)     | 3,7              | 3,4              | 5,1           | 6,6             | 9,8             | 12,5          | 14,1           | 13,9           | 11,4           | 9,5             | 6,1             | 4                | 8,3        |
| Température moyenne (°C)              | 6,6              | 6,9              | 9,1           | 11,2            | 14,5            | 17,5          | 19,3           | 19,2           | 16,7           | 13,5            | 9,6             | 7,1              | 12,6       |
| Température maximale moyenne (°C)     | 9,5              | 10,4             | 13,2          | 15,8            | 19,2            | 22,5          | 24,4           | 24,5           | 21,9           | 17,4            | 13,1            | 10,2             | 16,8       |
| Record de froid (°C) date du record   | −13,8 16.01.1985 | −13,7 10.02.1986 | −9,4 01.03.05 | −3 11.04.1973   | −0,9 14.05.1995 | 2 02.06.1962  | 6,5 03.07.1968 | 4,7 31.08.1986 | 1,1 11.09.1972 | −5,9 30.10.1997 | −7,9 23.11.1988 | −10,6 28.12.1962 | −13,8 1985 |
| Record de chaleur (°C) date du record | 16,8 27.01.03    | 20,7 27.02.19    | 24 30.03.21   | 27,5 22.04.1984 | 31,2 26.05.17   | 37,7 27.06.19 | 41 18.07.22    | 38,4 09.08.03  | 33,4 12.09.22  | 29,4 08.10.23   | 20,9 01.11.15   | 16,9 07.12.00    | 41 2022    |
| Ensoleillement (h)                    | 728              | 102              | 1 487         | 1 745           | 2 068           | 2 329         | 2 331          | 2 339          | 1 977          | 1 279           | 898             | 724              | 18 926     |
| Précipitations (mm)                   | 87,7             | 68,3             | 58,6          | 56,6            | 54,9            | 40            | 38,6           | 44,1           | 63,4           | 87,7            | 95,4            | 96,7             | 792        |

## Urbanisme

### Typologie
Au 1er janvier 2024, Trignac est catégorisée ceinture urbaine, selon la nouvelle grille communale de densité à sept niveaux définie par l'Insee en 2022.
Elle appartient à l'unité urbaine de Saint-Nazaire, une agglomération intra-départementale regroupant 17  communes, dont elle est une commune de la banlieue,,. Par ailleurs la commune fait partie de l'aire d'attraction de Saint-Nazaire, dont elle est une commune de la couronne,. Cette aire, qui regroupe 24 communes, est catégorisée dans les aires de 200 000 à moins de 700 000 habitants,.

### Occupation des sols
L'occupation des sols de la commune, telle qu'elle ressort de la base de données européenne d’occupation biophysique des sols Corine Land Cover (CLC), est marquée par l'importance des territoires agricoles (53 % en 2018), en diminution par rapport à 1990 (66,4 %). La répartition détaillée en 2018 est la suivante : 
prairies (53 %), zones urbanisées (22,1 %), zones industrielles ou commerciales et réseaux de communication (14,7 %), zones humides intérieures (10,2 %). L'évolution de l’occupation des sols de la commune et de ses infrastructures peut être observée sur les différentes représentations cartographiques du territoire : la carte de Cassini (XVIIIe siècle), la carte d'état-major (1820-1866) et les cartes ou photos aériennes de l'IGN pour la période actuelle (1950 à aujourd'hui).

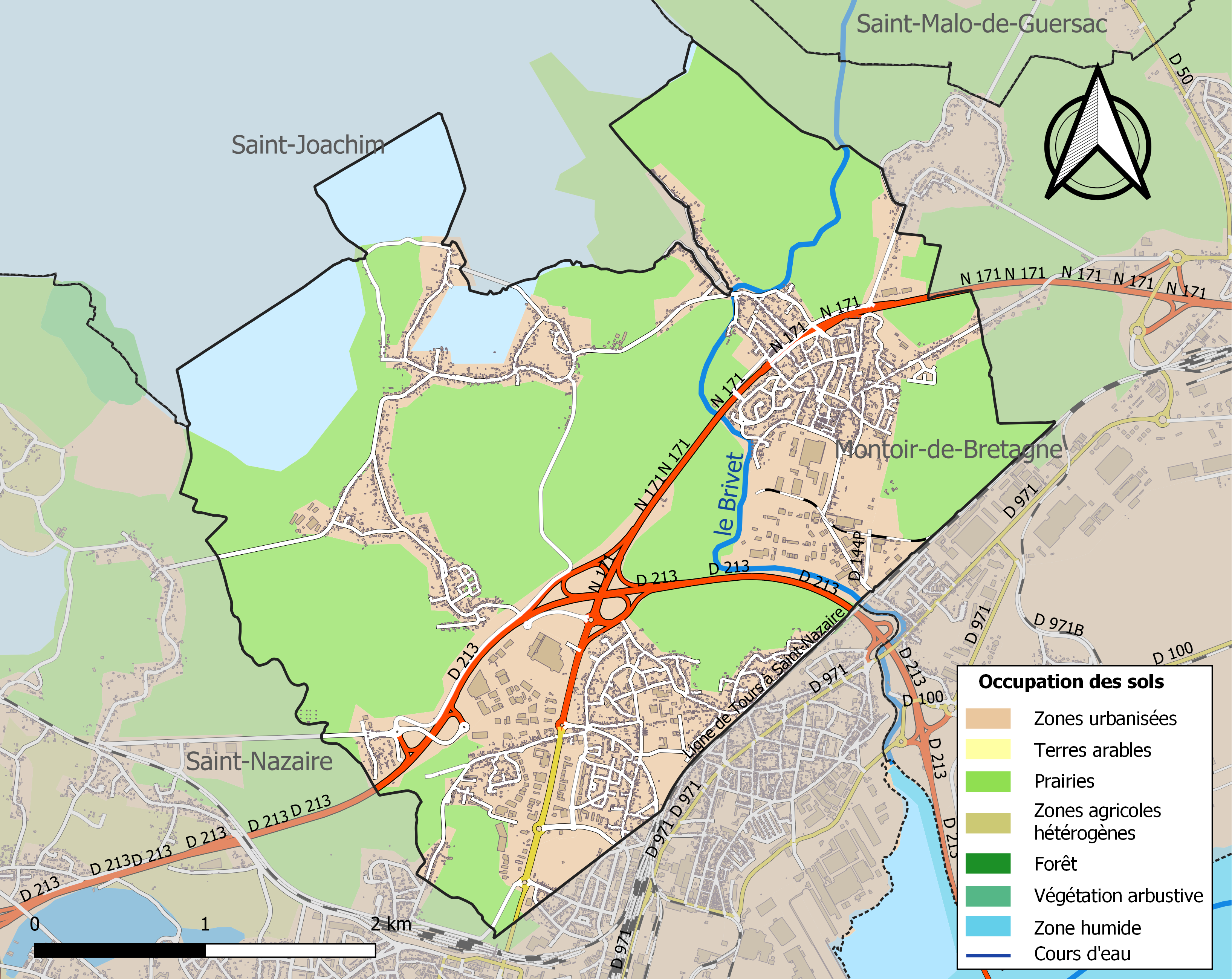
Carte des infrastructures et de l'occupation des sols de la commune en 2018 (CLC).

### Lieux-dits et villages
La commune comprend plusieurs lieux-dits dont les principaux sont Aucard, Bert, Certé, Trembly et Savine.

## Toponymie
Le nom de la localité est attesté sous les formes Tiliniacum au xie siècle et Tyrriniacum au  xiie siècle.
En gallo, le nom de la commune attesté localement est Trigna et se prononce [triɲɑ̈].
La forme bretonne proposée par l'Office public de la langue bretonne est Trinieg.

## Histoire
Au sein de la commune de Montoir, Trignac s'est comporté longtemps comme un petit bourg à part. A la fin du xixe siècle Trignac possède déjà son école et son facteur. Ce qui montre déjà un début d'autonomie. Au conseil municipal un certain nombre de conseillers habitants Trignac défendent ses intérêts. Un bureau de vote y est créé en 1894. Le 1er mars 1912 le dossier de séparation est remis par le percepteur à la sous préfecture. Au départ un petit hameau d'à peine plus de 300 habitants la commune se développe à partir de la fin du XIXe siècle autour des Forges de Saint-Nazaire fondées par la « Société des Mines de Fer de l’Anjou » en 1879. La commune de Trignac fut créée le 1er janvier 1914.
À la fin de la Seconde Guerre mondiale, à cause de l'existence de la Poche de Saint-Nazaire, l'occupation allemande se prolongea à Trignac comme sur l'ensemble des localités voisines de l'estuaire durant 9 mois de plus (d'août 1944 au 11 mai 1945), la reddition effective de la poche intervenant 3 jours après la capitulation de l'Allemagne.

## Politique et administration
Selon le découpage de la Bretagne fait par Erwan Vallerie, Trignac fait partie du pays traditionnel de la Brière et du pays historique du Pays Nantais.
Administrativement, Trignac fait partie de la Communauté d'agglomération de la Région Nazairienne et de l'Estuaire (CARENE).

## Héraldique, logotype et devise
Sur le logo de Trignac sont représentés ses anciennes forges, deux roseaux de Brière croisés et un canard colvert.

## Population et société

### Démographie
Selon le classement établi par l'Insee en 2010, Trignac est une commune urbaine, une des 11 communes de l'unité urbaine de Saint-Nazaire, qui s'étend de Donges au Croisic ; elle fait donc partie de l'aire urbaine de Saint-Nazaire et de l'espace urbain de Nantes-Saint-Nazaire.

#### Évolution démographique
La commune est créée en 1914 à partir d'un démembrement partiel de Montoir-de-Bretagne et compte en 2018 plus de 8 000 habitants.
L'évolution du nombre d'habitants est connue à travers les recensements de la population effectués dans la commune depuis 1921. Pour les communes de moins de 10 000 habitants, une enquête de recensement portant sur toute la population est réalisée tous les cinq ans, les populations de référence des années intermédiaires étant quant à elles estimées par interpolation ou extrapolation. Pour la commune, le premier recensement exhaustif entrant dans le cadre du nouveau dispositif a été réalisé en 2004.

En 2022, la commune comptait 8 234 habitants, en évolution de +4,61 % par rapport à 2016 (Loire-Atlantique : +6,68 %, France hors Mayotte : +2,11 %).
| 1921  | 1926  | 1931  | 1936  | 1946  | 1954  | 1962  | 1968  | 1975  |
| ----- | ----- | ----- | ----- | ----- | ----- | ----- | ----- | ----- |
| 5 679 | 5 937 | 5 671 | 5 336 | 3 947 | 6 223 | 6 917 | 7 076 | 7 253 |

| 1982  | 1990  | 1999  | 2004  | 2006  | 2009  | 2014  | 2019  | 2022  |
| ----- | ----- | ----- | ----- | ----- | ----- | ----- | ----- | ----- |
| 7 180 | 7 020 | 6 952 | 7 092 | 7 230 | 7 192 | 7 442 | 7 983 | 8 234 |

#### Pyramide des âges
La population de la commune est relativement jeune.
En 2018, le taux de personnes d'un âge inférieur à 30 ans s'élève à 35,9 %, soit en dessous de la moyenne départementale (37,3 %). À l'inverse, le taux de personnes d'âge supérieur à 60 ans est de 25,6 % la même année, alors qu'il est de 23,8 % au niveau départemental.
En 2018, la commune comptait 3 895 hommes pour 4 031 femmes, soit un taux de 50,86 % de femmes, légèrement inférieur au taux départemental (51,42 %).
Les pyramides des âges de la commune et du département s'établissent comme suit.
| Hommes | Classe d’âge | Femmes |
| ------ | ------------ | ------ |
| 0,4    | 90 ou +      | 1,6    |
| 5,8    | 75-89 ans    | 9,2    |
| 16,3   | 60-74 ans    | 17,9   |
| 21,0   | 45-59 ans    | 19,0   |
| 19,1   | 30-44 ans    | 18,0   |
| 18,0   | 15-29 ans    | 16,2   |
| 19,4   | 0-14 ans     | 18,2   |

| Hommes | Classe d’âge | Femmes |
| ------ | ------------ | ------ |
| 0,6    | 90 ou +      | 1,8    |
| 6      | 75-89 ans    | 8,6    |
| 15,1   | 60-74 ans    | 16,4   |
| 19,4   | 45-59 ans    | 18,8   |
| 20,1   | 30-44 ans    | 19,3   |
| 19,2   | 15-29 ans    | 17,4   |
| 19,5   | 0-14 ans     | 17,6   |

### Sports
La ville est connue pour son club de Rugby, le Rugby Club de Trignac (br) (RCT), fondé en 1912. Celui-ci fut, d'ailleurs la première école de Rugby de France.

## Culture locale et patrimoine

### Lieux et monuments
Les Forges de Trignac, fondées au XIXe siècle, ont laissé quelques vestiges visibles. Le reste du site est réaménagé en zone industrielle.

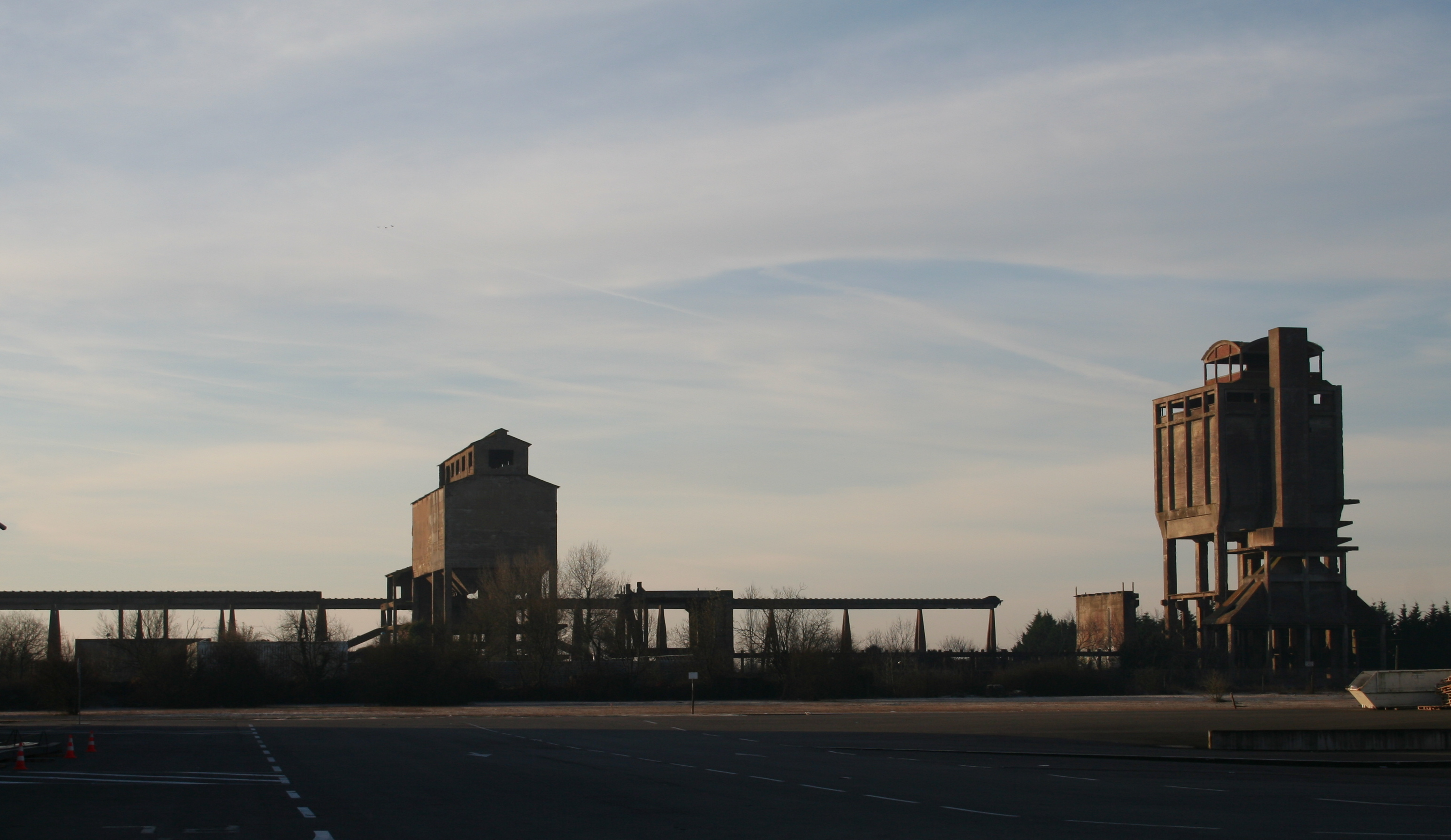
Vestiges des Forges
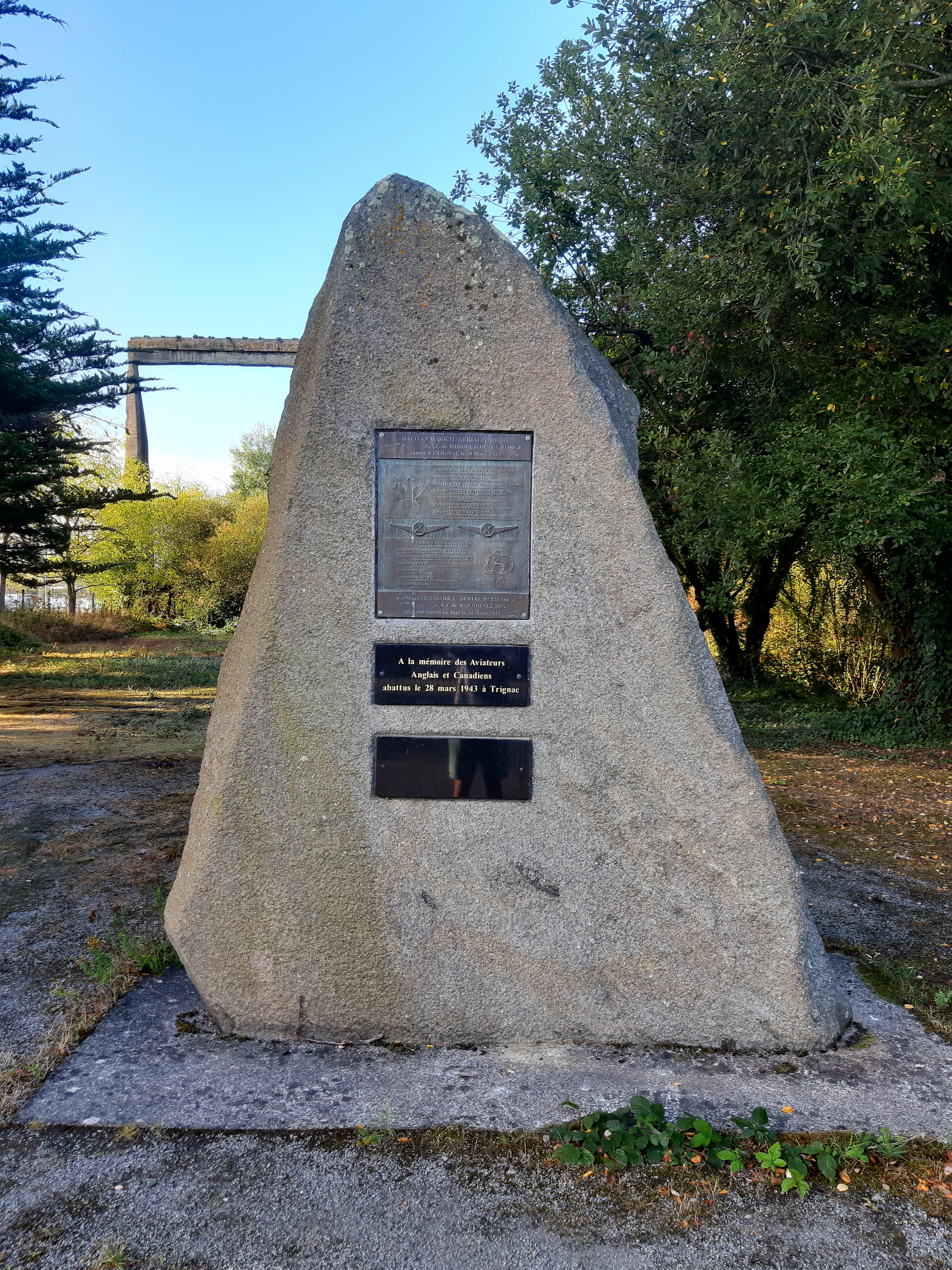
Mémorial des aviateurs anglais et canadiens abattus à Trignac le 28 mars 1943
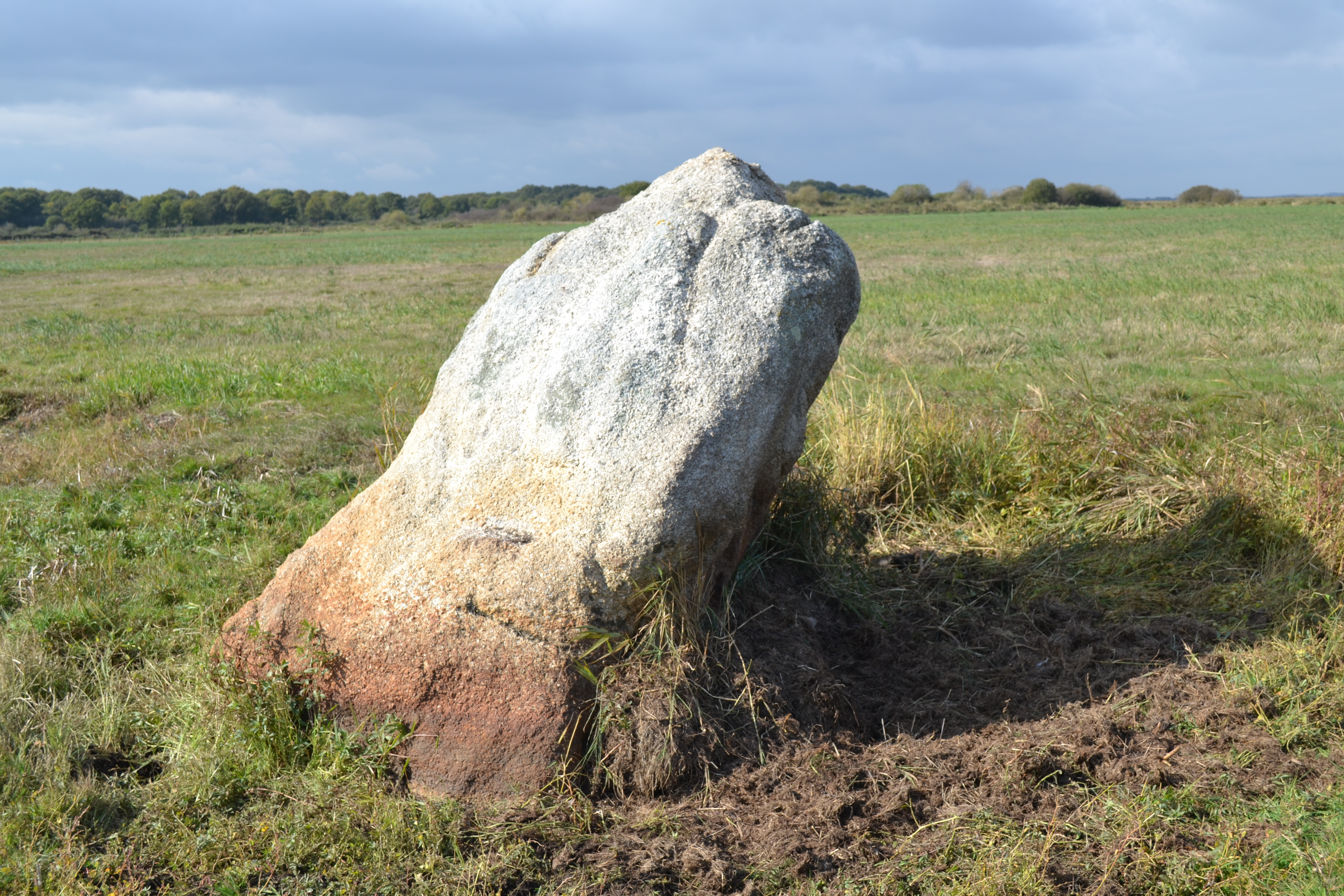
Menhir de la Pierre Blanche
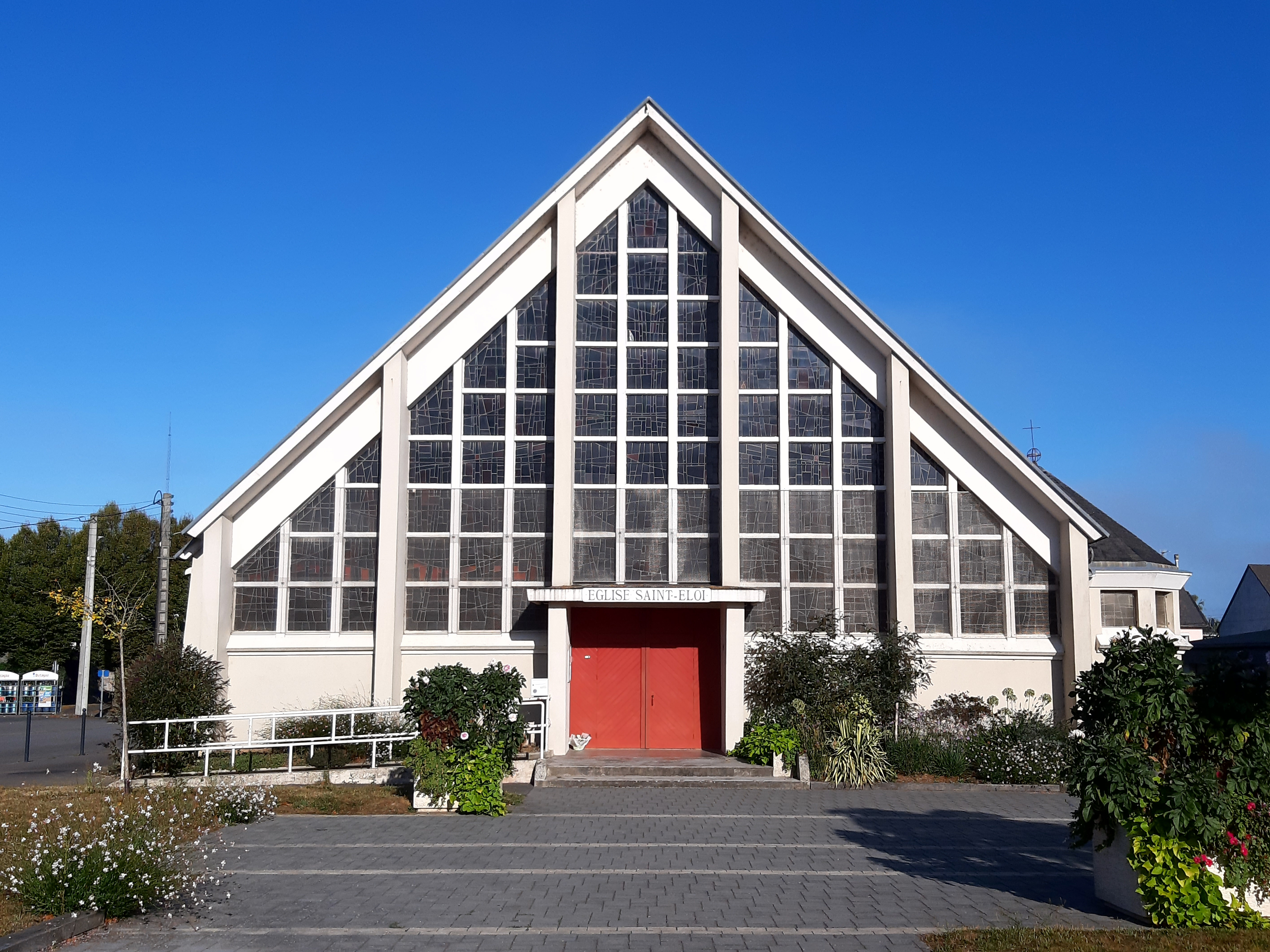
Église Saint-Éloi de Trignac

### Personnalités liées à la commune
- Pascal Giordani, international de rugby ;
- René Le Bourhis, international de rugby ;
- Stéphane Mahé, joueur professionnel de football ;
- René Vautier, coréalisateur avec Nicole Le Garrec du film Quand tu disais Valéry (1975) qui retrace la grève des ouvriers de l’usine de fabrication de caravanes Caravelair à Trignac.